# Giorgio Bellandi
Giorgio Bellandi (Milano, 24 giugno 1931 – Como, 11 luglio 1976) è stato un pittore italiano.

## Biografia
Giorgio Bellandi nasce a Milano il 24 Giugno 1931; dopo avere seguito i corsi di pittura all'Accademia di Brera inizia a lavorare come scenografo al Teatro alla Scala verso la metà degli anni '50 e approda alla pittura. Inizialmente la sua pittura è figurativa nello stile del gruppo corrente per poi approdare ad una personale versione del Realismo esistenziale di cui fu un esponente e infine al superamento delle intuizioni del movimento per ritornare alla figurazione. In realtà la pittura di Giorgio Bellandi, come ebbe a dire Maurizio Calvesi, può essere meglio definita “pittura di racconto… percorsa da una vena narrativa fatta di evocazioni di ascendenza proustiana”, una pittura molto individuale ed introspettiva che riesce a passare dal realismo all'astrazione per ritornare al realismo senza mai porre un limite ideologico alle diverse forme di comunicazione pittorica ma anzi realizzandone una sintesi per superare le barriere ideologiche che contrappongono spesso la figurazione all'astrazione.

## Mostre
Diverse sono le esposizioni che vedono partecipare Giorgio Bellandi il Premio Giorgione-Poussin a Castelfranco Veneto che vince nel 1961 con l'opera Il Ritratto di Erode oggi conservato nel museo di quella città  e poi l'Esposizione internazionale d'arte di Venezia del 1964 (quella che lancia la POP ART con la vittoria di Robert Rauschenberg), il premio Scipione a Macerata, la Quadriennale di Roma del 1965,la biennale di San Marino sempre nel 1965, il premio Fiorino da lui vinto nel 1971.
Delle altre mostre collettive vanno segnalate almeno le diverse mostre dedicate al Realismo esistenziale come quella tenuta alla biennale nazionale d'arte figurativa di Piacenza del 1978 dal titolo Dal realismo esistenziale al nuovo racconto : Milano, anni sessanta : Arico, Banchieri, Bellandi ... / a cura di Giorgio Mascherpa e la mostra Arte a Milano 1946-1959 IL REALISMO ESISTENZIALE tenuta nel 1999 a Palazzo Sertoli a Sondrio,la mostra Vitalità della figurazione: Pittura italiana, 1948-1988 curata da Vittorio Sgarbi nel 1988 al Palazzo della Permanente di Milano, la mostra sull'arte a Milano del secondo 900 dal titolo Pittura a Milano (1945-1990) tenuta presso il palazzo della Permanente a Luglio del 1992 a cura di Luisa Somaini e Giorgio Seveso, la mostra tenuta nel 2016 presso i Musei Civici di Vigevano organizzata dalla fondazione Cassa di Risparmio di Piacenza e Vigevano che espone la propria collezione dal titolo Quadri di una collezione, nel 2016 la sua opera è presente in occasione della mostra delle opere scelte della fondazione Bice Bugatti Club.
Tra le personali si ricordano quella del 1969 tenuta presso la Galleria Civica d'Arte Moderna "Città di Legnano", quella organizzata nella sala comunale arte contemporanea del comune di Alessandria nel 1974 intitolata Giorgio Bellandi, quella organizzata dalla Fondazione Stelline ( un'associazione pubblica gestita dal comune di Milano e dalla Regione Lombardia)nel 1998 dal titolo Giorgio Bellandi(1931-1976): La luce del presente, nel 2002 la mostra omaggio curata da Alberto Montrasio all'interno della Mostra Nazionale di Pittura Premio Città di Monza, Sesta edizione.

## Musei e collezioni pubbliche
Diverse sue opere fanno parte di collezioni museali pubbliche e delle collezioni di fondazioni bancarie come quella della già ricordata fondazione della Cassa di Risparmio di Piacenza e Vigevano, una sua tela è di proprietà del sistema museale dell'Università di Parma, il suo lavoro fa parte della collezione del Museo d'arte contemporanea (Lissone), 3 sue incisioni fanno parte della collezione Luca Crippa a Seregno di proprietà della Regione Lombardia, un suo quadro ritratto di Andrea Chenier è collocato presso la Pinacoteca Comunale "S. Lega" a Modigliana, una sua opera fa parte della Collezione Dante Bighi presso la Galleria Civica d'Arte Moderna "O. Marchesi" a Copparo (FE), un suo disegno si trova presso la Galleria d'arte contemporanea "Vero Stoppioni" (FC), un suo quadro il letto è conservato presso la Galleria d’arte moderna Achille Forti a Verona, il Museo Michetti lo ha in collezione, un suo quadro (poi rubato) doveva fare parte del costituendo museo civico di Lucca mai realizzato, un suo studio si trova al MAGI '900 di Pieve di Cento (BO).